# 伊菲革涅亚
伊菲革涅亚 ( Iphigenia )（古希腊语：Ἰφιγένεια），阿伽门农和克吕泰涅斯特拉之长女。为古希腊剧作家所喜爱的悲剧人物。

## 传说来源
关于伊菲革涅亚的生平传说，大多来源于古希腊剧作家欧里庇得斯的悲剧。

## 家庭
- 父:阿伽门农

- 母:克吕泰涅斯特拉

- 弟:俄瑞斯忒斯

- 妹:厄勒克特拉

- 妹:克律索忒弥斯

另外，根据前六世纪的诗人斯特西科罗斯的记述，伊菲革涅娅为海伦与特修斯所生。泡萨尼阿斯则补充说，海伦被狄俄斯库里夺回后，伊菲革涅娅被收养在克吕泰墨涅斯特拉家（当时克吕泰墨涅斯特拉已与阿伽门农结婚）。

## 童年
伊菲革涅亚生活在希腊迈锡尼文明末期，是迈锡尼国王阿伽门农的长女。她的童年在迈锡尼王城度过，史诗中少有记载。

## 在奥利斯
全希腊的国王与英雄决定进攻特洛伊后，将军队和给养聚集在海港奥利斯。舰队即将出发前夕，阿伽门农猎到一头公鹿，便吹嘘自己的枪法堪比狩猎女神阿耳忒弥斯。此举引起阿耳忒弥斯不满，于是让海港大風大浪，海船无法航行，军队空耗给养。
随军祭司卡尔卡斯预言，只有献祭阿伽门农的长女伊菲革涅亚，才能平息女神的愤怒。于是阿伽门农在家信中谎称要将伊菲革涅亚许配给阿喀琉斯，让伊菲革涅亚立刻前往奥利斯。
伊菲革涅亚在母亲克吕泰涅斯特拉与幼弟俄瑞斯忒斯的陪同下来到阿伽门农的营帐，并在该处得知要将她牺牲的事实。在最初的震惊过去后，伊菲革涅亚表现出可敬的镇定，表示愿意为了民族的利益牺牲自己。
祭坛上，卡尔卡斯挥刀斩向伊菲革涅亚的颈项，但她却在那一瞬间消失无踪，由一头公鹿取代了她的位置。
此后的大约20年，伊菲革涅亚处于失踪状态。即便如此，克吕泰涅斯特拉怨恨轻易舍弃女儿性命的阿伽门农，为10年后的刺杀埋下伏笔。尚年幼的俄瑞斯忒斯也目睹了长姊失踪的场面。

## 在陶里斯
陶里斯半岛位于斯佐登附近，是诸神治外的蛮荒之地。当地蛮族信奉狩猎女神阿耳忒弥斯。在祭坛上消失的伊菲革涅亚，被阿耳忒弥斯传送到陶里斯担任当地的神庙祭司，大约持续20年。
十年后，特洛伊战争结束，归国的阿伽门农被其妻克吕泰涅斯特拉及面首埃癸斯托斯所刺杀。再过八年，长大成人的俄瑞斯忒斯为父报仇。此后，俄瑞斯忒斯由于弑母的罪名被复仇女神追杀，最终在雅典法庭上被判无罪。此时他受到阿波罗的神谕，叫他去陶里斯半岛夺回一件神器。
俄瑞斯忒斯在皮拉得斯的陪同下来到陶里斯半岛，旋即被俘。即将成为祭品时，才发现操刀的祭司正是伊菲革涅亚。姐弟相认之后，伊菲革涅亚帮助俄瑞斯忒斯等人击败追击的当地蛮族，共同返回希腊。

## 晚年
由于阿耳忒弥斯在陶里斯的神庙被废除，在雅典兴建了一座新神殿。伊菲革涅亚在那里作为祭司渡过余生。

## 文化影响
- 秋水仙科山慈姑属，以伊菲革涅亚之名命名。

- 小行星112，第112颗被发现的小行星，以伊菲革涅亚之名命名，中译祭神星。

- 希腊电影《伊菲革涅亚》，1977年，同年奧斯卡最佳外語片獎提名。

## 资料来源
- 欧里庇得斯。《奥利斯的伊菲革涅亚》。
- 歐里庇得斯。《在陶里斯的伊菲革涅亞》。
- 周作人. . 北京: 中国对外翻译出版公司. 1999.
- 古斯塔夫·施瓦布. . 南京: 译林出版社. 2008. ISBN 978-7-5447-0495-3.